# りすの書房
株式会社りすの書房（りすのしょぼう）は、東京都墨田区に存在した出版社である。
代表取締役の男性（2015年11月時点で26歳）が1人で経営していたが、同社代表は2015年11月20日に解散したと述べ、2016年2月2日付で法人格も消滅している。「ユダ書院」ほか、4つのレーベル（ブランド名）で出版していたという。

## 概要
会社の所在地には、理容室が存在する（現在は取り壊されて別の建物が存在する）。2015年11月6日放送の日本テレビ『スッキリ!!』の報道に拠れば、取材する2日前まで「りすの書房」という縦書きの札が出ていたことが明らかとなっている。

## 『亞書』
2015年2月からアマゾンジャパンのインターネット通販で1冊6万4800円の値段をつけた本『亞書』が96巻ほど次々と1冊ずつだけ扱われてきたことが、同年10月頃にネット上で話題となった。どの巻もA5判で480ページのハードカバーである。
それを受けて、全国紙や週刊誌がこれを採り上げ、国立国会図書館の納本制度により、すでに42冊分の136万円余が支払われていることが明らかになった。さらに、亞書以外も含めた同社出版の本（著作権のない聖書などを「1冊5万円ほど」）は、国立国会図書館にこれまで288冊届き、このうち252冊分の代償金として621万7884円が既に支払われていることも判明した。
国立国会図書館の広報によると、「ハードカバーで製本されており、簡易なものではありませんでした。また、ネット上でも頒布されていたのをこちらで確認しています」ということである。田村俊作慶應義塾大学名誉教授（図書館情報学専攻）は、「本の内容から納本の適否を判断することは、検閲につながるのでやってはならない」と述べつつ、「想定外のことだが、この仕組みを悪用しようとすれば、できてしまいそうなことが明らかになった」と述べている。

### 同社代表の主張
亞書について、同社代表は、「まだ1冊も売れていない」と述べている。時事通信によると、同書は「注文を受けてから製本するオンデマンド出版本で、販売実績はない」とされているが、他方で同社代表は朝日新聞社の取材に対して「1巻につき20部作っています」とも述べている（112巻まで作ったということなので、これが本当ならば112×20＝2240冊の『亞書』が存在していることになる）。
この「亞書」の著者として記されている人物「アレクサンドル・ミャスコフスキー」は、架空の人物で、実際は同社代表が自分で書いたという。同書の内容は、「パソコンでギリシャ文字をランダムに即興的に打ち込んだものなので、意味はない」という。また、自分でレーザープリンタで印刷したと述べている。
週刊新潮によると、同社代表は、亞書にはレーザープリンタ2台100万円など計1500万円の費用が掛かっており、赤字だと主張しているが、この1500万円のうち「800万円が僕の人件費です」と述べている。
これに対して、板倉宏日本大学名誉教授（刑法）は、「800万円の人件費が正当な対価とは到底、認められません」「高額な代償金を得ようとしたとしか思えない」と述べている。

## 返却・代償金返金請求
当初、同社代表（匿名）は、この問題に対して「代償金の返還が請求された場合には、その請求に応じる所存でございます」と述べていた。しかし、その後図書館側が本の返却と代償金返還請求を決定したため、本当に返還請求をされることになり、「納得できない」と主張していた（この制度は、定価の半額で強制的に図書を持って行かれる制度であるから、本来なら返却が決まれば喜ぶべきものである）。しかし、2016年2月4日に公式サイト上で、国立国会図書館に136万円の現金を札束で持参し、返納したと発表した。

### 代償金返還請求に対する同社代表の声明文
返還請求された後、同社代表は、「国立国会図書館の代償金返還に関する声明」と題した声明文を出し、国立国会図書館による頒布実態等の調査や告知に対して、「その滑稽な三文芝居」「噴飯を禁じ得ず」「数を重ねるごとにいよいよつまらず、くそも出ず」「つまらぬ御託が書いてあり、苦笑しました」「この遅滞、このザマときて、こん畜生、俺は激怒した」と恨み節を述べている。また、メディア報道については、「関係各社が一丸となって返還請求実現のために奔走して来た」と報道機関も批判している。
また、『亞書』については、「大感謝セール、六〇〇円の叩き売り、月末恒例『亞書大売出し』を近く開催する予定」としていたが、その後同社のサイトは閉鎖された。

## フィクションへの登場
左近洋一郎・原作、カミムラ晋作・作画の漫画『どくヤン! 読書ヤンキー血風録』第1巻第8話に『亞書』が登場する。